# Tzeltalowie
Tzeltalowie, Tseltalowie (Tseltal) – grupa etniczna zamieszkująca centralne wyżyny stanu Chiapas w Meksyku. Tseltalowie posługują się językiem tseltal należącym do rodziny języków majańskich. Populacja grupy etnicznej Tseltal w 2020 roku wynosiła ok. 589 tys. osób.

## Mitologia

### Bóstwa najwyższe
Do najważniejszych bogów Tseltalów należeli Cuch Uinahel Balumil. Byli to trzej bogowie podtrzymujący ziemię i swoimi ruchami powodujący trzęsienie ziemi. Za boginię ziemi uważano Chulmetic. Jak każde plemię mezoamerykańskie, oddawali cześć słońcu, które zwano Tatik K’ak’al (Ojciec Słońce). Jego gniew powodował pożary upraw. Do grona bogów Księżyca zaliczano Metik Chichu (Nasza Babka Księżyc)

### Bóstwa pluwialne
Bardzo ważną postacią w panteonie bóstw Tseltalów był pluwialny Chauc. Był wariantem Chaca, znanego z mitologii Majów (Tlaloca u Azteków), i panował nad deszczami, wiatrami oraz nad zwierzętami i środkami egzystencji. Jego pomocnikiem był Tatik Cauk, bóg pioruna, dawca deszczu. Uważano go również za sprawcę wiatrów, które zabijały człowieka i niszczyły jego dom. W późniejszym okresie, już po odkryciu Ameryki, był utożsamiany z Tatik Martil. Prawdopodobnie był to ten sam bóg, lecz jego atrybutem był krzyż i uznawany był za odbicie św. Piotra Męczennika.
Dzisiaj Tseltalowie umieszczają krzyż na ościeżnicy drzwi wejściowych, aby Tatik Martil opiekował się domostwem.

### Bóstwa pomniejsze
Tseltalowie wierzyli również w stwórcę wszystkich ludzi Chul Tatic Chitez Vanegh, w boga choroby Poxlom (Pozlom) oraz w Oxlahun Tox, (Oxlahuntiku), który był przypuszczalnie bogiem śmierci i panem trzynastego nieba, a później uważano go za demona.
Obrzędy religijne Tseltalowie odprawiali na magicznej górze Ikal Ajau. Jej strażnikiem był Hun Ahau. Ich główna rzeka miała również swojego strażnika o imieniu Yabahen.